# Good Old Days
《Good Old Days》，為泰國Disney+ Hotstar於2022年8月10日起播出的泰國電視劇。
此劇由GMMTV製作，並在2021年12月GMMTV的「BORDERLESS」新戲發佈會上公開先導預告片。其後，此劇於2022年10月在GMM 25電視台首播，同年11月終映。

## 劇情簡介
在這家古董店裏，每件物品都有屬於它們背後的故事。買家和賣家可能透過出售的物品，回想起過去的生活，看出隱藏的價值。這六件物品透露出關於記憶、愛情、夢想和分離的六個故事。

## 演員陣容
註：括號內的演員姓名為小名。

### 主要人物

#### Bond and Relationship
- 塔納·羅坤宋巴（Lee）飾演 Phu
- 永瓦蕾·安尼柏爾（Fah）飾演 Mint

#### Memory of Happiness
- 林陽（Tay）飾演 Jab
- 莎楠查娜·阿芘莎麥蒙空（Aye）飾演 Phiang
- 帕同朋·任翟迪（Toy）飾演 Wut

#### Road to Regret
- 韋阿·森恩（Joss）飾演 Bomb
- 提娜麗·維拉瓦諾丹（Namtan）飾演 Kai
- 凱·樂希迪柴（Kayavine）飾演 God

#### Our Soundtrack
- 瓦奇拉維特·奇瓦雷（Bright）飾演 Tong
- 甘雅薇·誦恩（Thanaerng）飾演 Gib

#### Love Wins
- 梅塔文·歐帕西安卡瓊（Win）飾演 Maew
- 查雅妮·臣姗卡维（Pat）飾演 Mew
- 帕茜迪·佩苏缇（Lookjun）饰演 Pang

#### Somewhere Only We Belong
- 查妮甘·唐卡伯緹（Prim）飾演 Mai
- 皮拉瓦·山坡提拉（王慧偵／Krist）飾演 Hae

### 其他人物
- 彭帕克·西里古尔（英语：Penpak Sirikul）（Tai）飾演 Phu的母親
- Ratthanant Janyajirawong（Ter）
- 琳·蘇皖瑪（Neen）
- 辛納拉·西里朋查瓦雷（Mike）
- 娜米妲·吉勒娜拉帕（Jane）
- 茱塔芘·英德拉瓊德拉（Jamie）

## 劇集原聲帶
| 歌名                   | 歌手                           | 來源  |
| ---------------------- | ------------------------------ | ----- |
| Good Old Days          | 皮拉瓦·山坡提拉                | [ 5 ] |
| ระหว่างทาง（Good Time） | 瓦奇拉維特·奇瓦雷、甘雅薇·诵恩 | [ 6 ] |

## 劇集迴響

### 泰國電視收視率
- 收視最低的集數以藍色表示，收視最高的集數以紅色表示，而空格則表示該集的收視沒有相關數據。

| 集數 No.   | 播放日期       | 播放時段 (UTC+07:00) | 平均收視率 | 來源  |
| ---------- | -------------- | -------------------- | ---------- | ----- |
| 製作特輯   | 2022年8月4日   | 星期四 20:30         | 0.051      | [ 7 ] |
| 1          | 2022年10月5日  | 星期三 20:30         | 0.1        |       |
| 2          | 2022年10月6日  | 星期四 20:30         | 0.0        |       |
| 3          | 2022年10月12日 | 星期三 20:30         | 0.1        |       |
| 4          | 2022年10月13日 | 星期四 20:30         | 0.0        |       |
| 5          | 2022年10月19日 | 星期三 20:30         | 0.1        |       |
| 6          | 2022年10月20日 | 星期四 20:30         | 0.1        |       |
| 7          | 2022年10月26日 | 星期三 20:30         | 0.1        |       |
| 8          | 2022年10月27日 | 星期四 20:30         | 0.1        |       |
| 9          | 2022年11月2日  | 星期三 20:30         | 0.1        |       |
| 10         | 2022年11月3日  | 星期四 20:30         | 0.0        |       |
| 11         | 2022年11月9日  | 星期三 20:30         | 0.1        |       |
| 12         | 2022年11月10日 | 星期四 20:30         | 0.1        |       |
| 平均收視率 | 平均收視率     | 平均收視率           | 0.1        | 1     |

^1  基於每集的平均觀眾份額。

## 外部連結
- GMM25 官方網站 （页面存档备份，存于）（泰文）
- GMMTV 官方網站（泰文）
- YouTube上的《Good Old Days》播放列表
- MyDramaList 劇集介紹及劇評 （页面存档备份，存于）（英文）
- 豆瓣电影上《Good Old Days》的資料 （简体中文）